# ジョージ・フロイド抗議運動
ジョージ・フロイド抗議運動 （ジョージ・フロイドこうぎうんどう、英: George Floyd protests）は、白人警察官による黒人男性の死亡事件をきっかけに、2020年5月26日よりアメリカ合衆国ミネソタ州ミネアポリスで始まった抗議運動。この抗議運動の名称は、死亡した黒人男性の名前に由来している。当抗議運動はアメリカ全土のみならず、世界に広がった。

## 概要
2020年5月25日、アメリカ合衆国中西部ミネソタ州最大の都市であるミネアポリスで、白人警察官が偽札使用の容疑で拘束していた「ジョージ・フロイド」という名の黒人男性の首を膝で8分46秒間にわたり強く押さえつけ、死亡させる事件が発生した。一緒にいた同僚の警察官3名は、白人警察官の行為を制止しなかった。この様子を収めた動画が拡散され、翌5月26日には、死亡現場の近くで人種差別と警察の暴力に抗議するデモが始まった（2020年ミネアポリス反人種差別デモ）。
ジョージ・フロイド抗議運動は、はじめは、ミネソタ州ミネアポリス・セントポール都市圏という地方での抗議活動であったが、ブラック・ライヴズ・マター運動の支援を受けて、瞬く間にアメリカ全土に波及し、国外60か国以上、2,000以上の都市と町にも広がった。抗議活動継続中の7月3日時点における複数の世論調査の推計では、国内のデモ活動の参加者数が既にある時点で1,500万人から2,600万人に達しており、抗議活動ではアメリカ合衆国の歴史上、最大の規模になるだろうとと見られている。抗議運動は概ね平穏に推移しているが、一部の都市ではデモ活動が暴動と化し、略奪が発生し、路上で警察との小競り合いが起こった。抗議活動に対応するため多数の警察官が投入されたが、その過程で警察による暴行事件が数多く発生しており、記者が暴行の対象となるケースもあった。アメリカでは、6月3日までに、少なくとも200の都市が夜間外出禁止令を発令しており、また、少なくとも30以上の州及びワシントンD.C.が62,000人以上の州兵を動員し、暴動に備えた。逮捕者の数は、6月30日までに14,000人を超えた。これらの逮捕者の数には、ジョージ・フロイド死亡事件に関わった警察官4人全員が含まれている。また、死亡者の数は、7月5日までで、少なくとも28人に達した。
ジョージ・フロイド抗議運動をきっかけに、警察の不正行為、制度的人種差別、限定的免責特権、警察の暴力行為を排除すべく、連邦政府レベル、 州レベル、基礎自治体レベルにおいて、数多くの法的提案が行なわれた。一方、それらとは対照的に、トランプ政権は、その強硬な姿勢、軍事的な対応、攻撃的な言辞において、多方面からの批判を受けた。また、抗議運動を契機として、黒人差別に関連する記念物の撤去運動（en）や名称の改名運動（en）が、アメリカ国内のみならず世界中で高まりを見せた。なお、ジョージ・フロイド抗議運動は、新型コロナウイルス感染症の世界的な流行の最中に発生した運動である。

## 反応
- 2020年6月27日、プリンストン大学は元大統領ウッドロー・ウィルソンが人種差別的な政策を進めたとして、彼の名を冠した学部・建物から名前を外すと発表した[29]。
- 2020年7月3日、ワシントン・レッドスキンズとクリーブランド・インディアンスで、改称が検討されている事が明らかになった[30]。